# Ковариантная производная
Ковариантная производная — обобщение понятия производной для тензорных полей на многообразиях.
Понятие ковариантной производной тесно связано с понятием аффинной связности.
Ковариантная производная тензорного поля {\displaystyle T} в направлении касательного вектора {\displaystyle {\mathbf {v} }} обычно обозначается {\displaystyle \nabla _{\mathbf {v} }T}.

## Мотивация
Понятие ковариантной производной позволяет определить дифференцирование тензорных полей по направлению касательного вектора какого-либо многообразия.
Подобно производной по направлению, ковариантная производная {\displaystyle \nabla _{\mathbf {u} }{\mathbf {v} }} в качестве аргументов принимает: (1) вектор {\displaystyle \mathbf {u} }, определённый в некой точке {\displaystyle P}, и (2) векторное поле {\displaystyle \mathbf {v} }, определённое в окрестности {\displaystyle P}.
Результатом является вектор {\displaystyle \nabla _{\mathbf {u} }{\mathbf {v} }\left(P\right)}, также определённый в {\displaystyle P}.
Основное отличие от производной по направлению заключается в том, что {\displaystyle \nabla _{\mathbf {u} }{\mathbf {v} }} не должна зависеть от выбора системы координат.
Любой вектор может быть представлен как набор чисел, который зависит от выбора базиса.
Вектор как геометрический объект не меняется при смене базиса, в то время как компоненты его координатного представления меняются согласно ковариантному преобразованию, зависящему от преобразования базиса.
Ковариантная производная должна подчиняться этому же ковариантному преобразованию.
В случае евклидова пространства производная векторного поля зачастую определяется как предел разности двух векторов, определённых в двух близлежащих точках.
В этом случае один из векторов можно переместить в начало другого вектора при помощи параллельного переноса и затем произвести вычитание.
Таким образом, простейшим примером ковариантной производной является покомпонентное дифференцирование в ортонормированной системе координат.
В общем же случае необходимо учесть изменение базисных векторов при параллельном переносе.
Пример: ковариантная производная, записанная в полярных координатах двухмерного евклидова пространства, содержит дополнительные слагаемые, которые описывают «вращение» самой системы координат при параллельном переносе.
В других случаях формула ковариантной производной может включать в себя члены, соответствующие сжатию, растяжению, кручению, переплетению и прочим преобразованиям, которым подвержена произвольная криволинейная система координат.
В качестве примера рассмотрим кривую {\displaystyle \gamma (t)}, определённую на евклидовой плоскости.
В полярных координатах кривая может быть выражена через полярные угол и радиус {\displaystyle \gamma (t)=(r(t),\theta (t))}.
В произвольный момент времени {\displaystyle t} радиус-вектор может быть представлен через пару {\displaystyle ({\mathbf {e} }_{r},{\mathbf {e} }_{\theta })}, где {\displaystyle {\mathbf {e} }_{r}} и {\displaystyle {\mathbf {e} }_{\theta }} — единичные вектора, касательные к полярной системе координат, которые образуют базис, служащий для разложения вектора на радиальную и касательную компоненты.
При изменении параметра {\displaystyle t} возникает новый базис, который есть не что иное, как старый базис, подвергнутый вращению.
Данное преобразование выражается как ковариантная производная базисных векторов, также известное как Символы Кристоффеля.
В криволинейном пространстве, каковым является, к примеру, поверхность Земли, не определён однозначный параллельный перенос.
Вместо этого определена операция параллельного перенесения вектора из одной точки в другую, которая зависит от выбора траектории.
Действительно, представим вектор {\displaystyle {\mathbf {e} }}, определённый в точке {\displaystyle Q} (которая лежит на экваторе), и направленный к северному полюсу.
Используя параллельное перенесение, сперва переместим вектор вдоль экватора, не меняя его направления, затем поднимем {\displaystyle {\mathbf {e} }} вдоль какого-либо меридиана к северному полюсу, и опустим обратно к экватору вдоль другого меридиана.
Очевидно, что такое перемещение вектора вдоль замкнутого пути на сфере изменит его ориентацию.
Подобный феномен вызван кривизной поверхности глобуса и не наблюдается в евклидовом пространстве.
Он возникает на многообразиях при перемещении вектора вдоль любого (даже бесконечно малого) замкнутого контура, включающего в себя движение вдоль как минимум двух различных направлений.
В таком случае предел инфинитезимального приращения вектора является мерой кривизны многообразия.

### Замечания
- Определение ковариантной производной не использует понятие метрики. При этом для любого выбора метрики пространства существует единственная свободная от кручения ковариантная производная, называемая связностью Леви-Чивиты. Она определяется из условия: ковариантная производная от метрического тензора равна нулю.

- Свойства производной подразумевают, что {\displaystyle \nabla _{\mathbf {v} }{\mathbf {u} }} зависит от произвольно малой окрестности точки {\displaystyle P} так же, как, к примеру, производная скалярной функции вдоль кривой в данной точке {\displaystyle P} зависит от бесконечно малой окрестности этой точки.

- Информация, содержащаяся в окрестности точки {\displaystyle P}, может быть использована для определения параллельного перенесения вектора. Так же понятия кривизны, кручения, и геодезических линий могут быть введены, используя только концепцию ковариантной производной и её обобщения, такие как линейная связность.

## Формальное определение

### Скалярные функции
Для скалярной функции {\displaystyle f} ковариантная производная {\displaystyle {\nabla }_{\mathbf {v} }f} совпадает с обычной производной функции по направлению векторного поля {\displaystyle \mathbf {v} }.

### Векторные поля
Ковариантной производной векторного поля {\displaystyle {\mathbf {u} }} по направлению векторного поля {\displaystyle {\mathbf {v} }} называется векторное поле, обозначаемое {\displaystyle \nabla _{\mathbf {v} }{\mathbf {u} }}, которое определяется следующими свойствами для любого вектора {\displaystyle \mathbf {v} }, векторных полей {\displaystyle \mathbf {u} }, {\displaystyle \mathbf {w} } и скалярных функций {\displaystyle f} и {\displaystyle g}:
1. {\displaystyle \nabla _{\mathbf {v} }{\mathbf {u} }} линейно по отношению к {\displaystyle {\mathbf {v} }}, то есть {\displaystyle \nabla _{f{\mathbf {v} }+g{\mathbf {w} }}{\mathbf {u} }=f\nabla _{\mathbf {v} }{\mathbf {u} }+g\nabla _{\mathbf {w} }{\mathbf {u} }}
2. {\displaystyle \nabla _{\mathbf {v} }{\mathbf {u} }} аддитивно относительно {\displaystyle {\mathbf {u} }}, то есть {\displaystyle \nabla _{\mathbf {v} }({\mathbf {u} }+{\mathbf {w} })=\nabla _{\mathbf {v} }{\mathbf {u} }+\nabla _{\mathbf {v} }{\mathbf {w} }}
3. {\displaystyle \nabla _{\mathbf {v} }{\mathbf {u} }} подчиняется правилу произведения, то есть {\displaystyle \nabla _{\mathbf {v} }f{\mathbf {u} }=f\nabla _{\mathbf {v} }{\mathbf {u} }+{\mathbf {u} }\nabla _{\mathbf {v} }f}, где {\displaystyle \nabla _{\mathbf {v} }f} определено выше.

#### Замечание
Заметим, что {\displaystyle \nabla _{\mathbf {v} }{\mathbf {u} }} в точке {\displaystyle p} зависит только от значения {\displaystyle \mathbf {v} } в точке {\displaystyle p} и от значений {\displaystyle \mathbf {u} } в её окрестности.
В частности, оператор ковариантной производной не является тензором (несмотря на то, что его значение на каждом тензорном поле является тензором).

### Ковекторные поля
Если задано поле ковекторов (то есть один раз ковариантных тензоров, называемых также 1-формами) {\displaystyle \alpha }, его ковариантная производная {\displaystyle \nabla _{\mathbf {v} }\alpha } может быть определена с помощью следующего тождества, которое удовлетворяется для всех векторных полей {\displaystyle \mathbf {u} }:
{\displaystyle \nabla _{\mathbf {v} }(\alpha ({\mathbf {u} }))=(\nabla _{\mathbf {v} }\alpha )({\mathbf {u} })+\alpha (\nabla _{\mathbf {v} }{\mathbf {u} }).}
Ковариантная производная ковекторного поля вдоль векторного поля {\displaystyle \mathbf {v} } — тоже ковекторное поле.
Возможно также самостоятельное определение ковариантной производной ковекторного поля, не связанное с производной векторных полей.
Тогда в общем случае производные скаляров зависят от их происхождения, и говорят о неметричности аффинной связности, связанной с данной ковариантной производной.
При данном выше определении неметричность равна нулю.

### Тензорные поля
Как только ковариантная производная определена для векторных и ковекторных полей, её легко обобщить на произвольные тензорные поля при помощи правила Лейбница ({\displaystyle \varphi } и {\displaystyle {\psi }} — произвольные тензоры):
{\displaystyle \nabla _{\mathbf {v} }(\varphi \otimes \psi )=(\nabla _{\mathbf {v} }\varphi )\otimes \psi +\varphi \otimes (\nabla _{\mathbf {v} }\psi ),}
Если {\displaystyle \varphi } и {\displaystyle \psi } — тензорные поля из одного и того же тензорного расслоения, их можно сложить:
{\displaystyle \nabla _{\mathbf {v} }(\varphi +\psi )=\nabla _{\mathbf {v} }\varphi +\nabla _{\mathbf {v} }\psi .}

## Выражение в координатах
Пусть тензорное поле типа {\displaystyle (p,q)} задано своими компонентами {\displaystyle {T^{i_{1}i_{2}\ldots i_{p}}}_{j_{1}j_{2}\ldots j_{q}}(\mathbf {x} )} в некоторой локальной системе координат {\displaystyle x^{k}}, причём компоненты — дифференцируемые функции.
Тогда ковариантная производная тензорного поля представляет собой тензор типа {\displaystyle (p,q+1)}, который определяется по формуле:
{\displaystyle \nabla _{\ell }{T^{i_{1}i_{2}\ldots i_{p}}}_{j_{1}j_{2}\ldots j_{q}}={\frac {\partial {T^{i_{1}i_{2}\ldots i_{p}}}_{j_{1}j_{2}\ldots j_{q}}}{\partial x^{\ell }}}+\sum _{k=1}^{p}{T^{i_{1}\ldots k\ldots i_{p}}}_{j_{1}j_{2}\ldots j_{q}}\Gamma ^{i_{k}}{}_{\ell k}-\sum _{m=1}^{q}{T^{i_{1}i_{2}\ldots i_{p}}}_{j_{1}\ldots m\ldots j_{q}}\Gamma ^{m}{}_{\ell j_{m}}}
где {\displaystyle \Gamma ^{k}{}_{ij}} — символы Кристоффеля, выражающие связность искривлённого многообразия.

### Примеры для некоторых типов тензорных полей
Ковариантная производная векторного поля {\displaystyle V^{m}\ } имеет по сравнению с частной производной дополнительное слагаемое,
{\displaystyle \nabla _{\ell }V^{m}={\frac {\partial V^{m}}{\partial x^{\ell }}}+\Gamma ^{m}{}_{k\ell }V^{k}.\ }
Ковариантная производная скалярного поля {\displaystyle \varphi \ } совпадает с частной производной,
{\displaystyle \nabla _{i}\varphi ={\frac {\partial \varphi }{\partial x^{i}}}\ }
а ковариантная производная ковекторного поля {\displaystyle \omega _{m}\ } —
{\displaystyle \nabla _{\ell }\omega _{m}={\frac {\partial \omega _{m}}{\partial x^{\ell }}}-\Gamma ^{k}{}_{\ell m}\omega _{k}.\ }
Для связности без кручения символы Кристоффеля симметричны, и ковариантные производные скалярного поля коммутируют:
{\displaystyle \nabla _{i}\nabla _{j}\varphi =\nabla _{j}\nabla _{i}\varphi \ }
В общем случае ковариантные производные тензоров не коммутируют (см. тензор кривизны).
Ковариантная производная тензорного поля типа {\displaystyle (2,0)} {\displaystyle A^{ik}\ } равна
{\displaystyle \nabla _{\ell }A^{ik}={\frac {\partial A^{ik}}{\partial x^{\ell }}}+\Gamma ^{i}{}_{m\ell }A^{mk}+\Gamma ^{k}{}_{m\ell }A^{im},\ }
то есть
{\displaystyle A^{ik}{}_{;\ell }=A^{ik}{}_{,\ell }+A^{mk}\Gamma ^{i}{}_{m\ell }+A^{im}\Gamma ^{k}{}_{m\ell }.\ }
Для тензорного поля с одним верхним, одним нижним индексом ковариантная производная равна
{\displaystyle A^{i}{}_{k;\ell }=A^{i}{}_{k,\ell }+A^{m}{}_{k}\Gamma ^{i}{}_{m\ell }-A^{i}{}_{m}\Gamma ^{m}{}_{k\ell },\ }
наконец, для дважды ковариантного тензорного поля, то есть поля типа {\displaystyle (0,2)},
{\displaystyle A_{ik;\ell }=A_{ik,\ell }-A_{mk}\Gamma ^{m}{}_{i\ell }-A_{im}\Gamma ^{m}{}_{k\ell }.\ }